# Dil
Pour plus de détails, voir Fiche technique et Distribution.
Dil (दिल) est un film indien de Bollywood réalisé par Indra Kumar, sorti en 1990.
Parmi les acteurs principaux du film, il y a Aamir Khan, Madhuri Dixit, Anupam Kher et Saeed Jaffrey.

## Synopsis
Hazari Prasad (Anupam Kher), marchand de condition modeste et avare, ne songe qu'à marier son fils unique Raja (Aamir Khan) à la fille d'un homme riche. Pour ce faire, il utilise toutes les ruses possibles afin de compter parmi les amis de M. Mehra (Saeed Jaffrey), millionnaire, qui cherche un bon parti pour marier sa fille unique Madhu (Madhuri Dixit). Les pères deviennent inséparables et décident d'unir leurs enfants. Or, Raja et Madhu fréquentent la même université et ne s'apprécient pas du tout. Ils ne cessent de se jouer de mauvais tours. Lorsqu'ils découvriront que leurs pères ont arrangé leur mariage, ils refuseront catégoriquement.
Mais plus tard, leurs sentiments changeront et leur amour naîtra. Leurs fiançailles seront organisées mais leurs destins basculeront lors de cette soirée où le père de Madhu apprendra la véritable identité de Hazari Prasad et humiliera publiquement ce dernier. Il n'est alors plus question de mariage, ni pour M. Mehra, ni pour M. Prasad qui iront chacun jusqu'à renier leurs propres enfants, les chassant de leurs maisons respectives. 
Mais l'amour entre Raja et Madhu sera plus fort que tout et une nouvelle vie commencera pour eux...

## Fiche technique
- Titre : Dil
- Titre original : दिल
- Réalisateur : Indra Kumar
- Producteurs : Indra Kumar, Ashok Thakeria
- Scénaristes : Rajeev Kaul, Naushir Khatau, Kamlesh Pandey, Praful Parekh
- Acteurs : Aamir Khan, Madhuri Dixit, Saeed Jaffrey, Deven Verma, Anupam Kher
- Musique : Anand-Milind
- Date de sortie : 22 juin 1990
- Durée : 171 minutes
- Pays : Inde
- Langue : Hindi

## Distribution
- Aamir Khan ... Raja
- Madhuri Dixit ... Madhu Mehra
- Saeed Jaffrey ... M. Mehra
- Anupam Kher ... Hazari Prasad
- Shammi ... Grand-mère de Madhu
- Deven Verma ... Inspecteur Ghalib
- Rajesh Puri ... Pandit
- Satyendra Kapoor ... Girdharilal
- Adi Irani ... Shakti

## Bande originale
La musique du film a été composée par Anand-Milind.
| No. | Titre                    | Interprète(s)                   |
| --- | ------------------------ | ------------------------------- |
| 1.  | "Mujhe Neend Na Aaye"    | Udit Narayan, Anuradha Paudwal  |
| 2.  | "Hum Pyar Karne Wale"    | Udit Narayan, Anuradha Paudwal  |
| 3.  | "Humne Ghar Choda Hai"   | Udit Narayan, Sadhana Sargam    |
| 4.  | "Khambe Jaise Khadi Hai" | Udit Narayan                    |
| 5.  | "Dum Dama Dum"           | Udit Narayan, Anuradha Paudwal  |
| 6.  | "Oh Priya Priya"         | Suresh Wadkar, Anuradha Paudwal |

## Récompenses
Madhuri Dixit a reçu le Filmfare Award de la meilleure actrice en 1991 pour le rôle de Madhu.